# Trumilly
Trumilly là một xã thuộc tỉnh Oise trong vùng Hauts-de-France phía bắc nước Pháp. Xã này nằm ở khu vực có độ cao từ 88-155 mét trên mực nước biển. Dân số năm 2006 là 542 người.